# Aksu (Cina)
Aksu o Akesu (nota anche come Ak-su, Akshu, Aqsu, Bharuka e Po-lu-chia; uiguro: ئاقسۇ, 阿克蘇T, 阿克苏S, ĀkèsùP), è una città della provincia cinese dello Xinjiang, nonché capitale della prefettura di Aksu. Il nome Aksu significa letteralmente acqua bianca, e viene usato sia per la città oasi che per il fiume Aksu.
L'economia di Aksu si basa principalmente sull'agricoltura, ed il prodotto principale è il cotone. Vengono prodotti anche grano, frutta, olio, barbabietole, ecc. Dal punto di vista industriale vengono invece prodotti tessuti, cemento e sostanze chimiche.

## Storia
Dalla dinastia Han (125 a.C. - 23 d.C.) all'inizio della dinastia Tang (618-907), Aksu era nota come Gumo 姑墨 [Ku-mo]. Si trattava di un'importante tappa della via della seta settentrionale che costeggiava il confine settentrionale del deserto di Taklamakan nel bacino del Tarim tra Kucha e Kashgar. In sanscrito buddista era nota come Bharuka. L'antica capitale di Nan ("Città meridionale") era probabilmente più a sud della città odierna.
Nel corso della dinastia Han, Gumo viene descritta come "regno" (guo) contenente 3500 case e 24 500 persone, comprese 4500 in grado di maneggiare armi. Si dice che producesse rame, ferro e orpimento.
Il pellegrino cinese Xuánzàng visitò il "regno" nel 629 chiamandolo Baluka. Disse che vi si trovavano decine di monasteri buddisti Sarvāstivāda, ed oltre 1000 monaci. Disse che il regno si misurava 600 lǐ da est ad ovest, e 300 da nord a sud. La sua capitale aveva una circonferenza di 6 li. Affermo che "i prodotti tipici, il clima, il carattere delle persone, gli usi, la lingua scritta e le leggi erano le stesse dello stato di Kuci (Kucha), ma che la lingua parlata era in qualche modo diversa". Disse anche che il pregiato cotone ed i vestiti prodotti qui venivano commerciati con gli stati confinanti.
Nel VII ed VIII secolo, ed all'inizio del IX, il controllo dell'intera regione era spesso conteso tra la dinastia Tang cinese, l'impero tibetano Tufan, e il Khaganato uiguro; le città passavano spesso di mano. Il Tibet conquistò Aksu nel 670, ma i Tang la ripresero nel 692. Il Tibet riconquistò il bacino di Tarim poco prima del 730, per poi ricederlo ai Tang nel 740. La battaglia del Talas portò alla lenta ritirata di cinesi, e la regione divenne un affare privato tra Uyghuri e Tibetani.
Aksu era fortemente legata a Kucha (circa 300 km ad est), nonostante parlasse una lingua leggermente diversa dalla lingua tocaria standard.
Aksu era posizionata su un nodo delle rotte commerciali: la via della seta del Tarim settentrionale, e la pericolosa via settentrionale che attraversava il passo Muzart di Tien Shan per raggiungere la fertile valle del fiume Ili.
Attorno al 1220 Aksu divenne la capitale del Regno di Mangalai.
Come buona parte del Turkestan orientale, Aksu cadde sotto il controllo dei Khoja, ed in seguito di Yakub Beg, durante la rivolta dei Dungani del 1864-1877. Dopo la sconfitta della ribellione, un ecclesiastico di nome Musa Sayrami (1836-1917), che aveva ricoperto importanti ruoli ad Aksu in entrambi i regimi, scrisse il Tārīkh-i amniyya (Storia di Pace), considerato dai moderni storici una delle più importanti fonti riguardanti quel periodo.
Francis Younghusband visitò Aksu nel 1887 durante il suo viaggio da Pechino all'India. La descrisse come la più grande città che avesse mai visto. Aveva una popolazione locale di 20 000 persone, ed una guarnigione di circa 2000 soldati. "Vi erano grandi bazar e numerose locande - alcune per viaggiatori, altre per mercanti desiderosi di soste più lunghe per commerciare beni".

## Cronologia
- 630: Xuánzàng visita il regno.

## Vicini
Il regno confinava a sud-ovest con Kashgar, e ad est con Kucha, Karasahr e Turfan. Oltre il deserto, a sud, si trovava Khotan.

## Fonti letterarie
- Il Libro degli Han cinese contiene alcune informazioni sul regno.
- Sia il Libro dei Tang che il Nuovo libro dei Tang riportano i dati raccolti da Xuánzàng ed alcuni altri.